# غونتر بينش
غونتر بينش (بالألمانية:Günter Behnisch) مهندس معماري ألماني (مواليد 12 يونيو 1922 في دريسدن، ألمانيا - 12 يوليو 2010 في شتوتغارت، ألمانيا) يعتبر من أشهر المعماريين الذين يمثلون اتجاه التفكيكية.

## حياته
في عام 1934 انتقلت العائلة مع الابن غونتر وكان عمره آنذاك 12 سنة من دريسدن إلى كيمنتس. عمل خلال الحرب العالمية الثانية كقائد غواصة ولكنه سقط في الأسر من طرف القوات البريطانية.

## حياته المهنية
بعد نهاية الحرب العالمية الثانية، درس في الفترة من 1947 إلى 1951 الهندسة المعمارية في الجامعة التقنية في شتوتغارت. في البداية كان يعمل في الفترة من 1951 إلى 1952 في مكتب Gutbrod في شتوتغارت، 1952 كان قد أسسها قبل مكتبه الخاص، الذي كان حتى 1956 مع برونو لامبارت العملية. في 1966 تأسست مجموعة المهندسين المعماريين Behnisch وشركاؤه. في 1982، أصبح جونتر بينش عضو في أكاديمية الفنون في برلين وفي عام 1984، أصبح الدكتور المفوض السامي للجامعة في شتوتغارت. في عام 1996 أصبح عضوا مؤسسا للأكاديمية السكسونية للفنون وكان على هيكل رأسها حتى عام 2000.

## أهم مشاريعه
- ستاد ميونخ الأولمبي، 1972
- البرلمان الألماني في بون، 1992

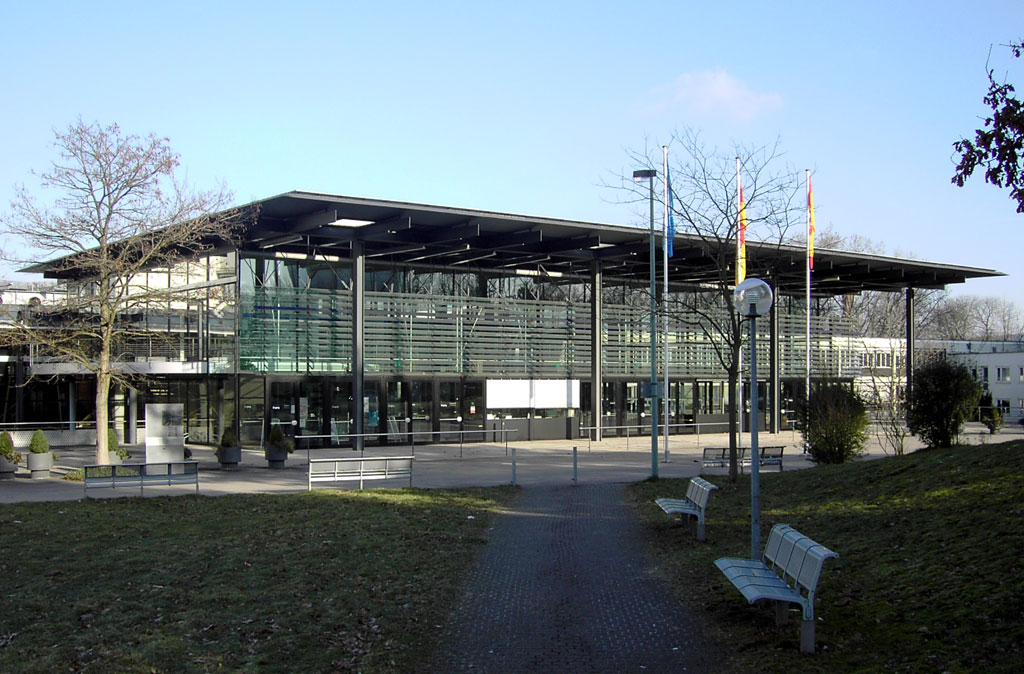
البوندستاغ في بون

- بنك State Clearing Bank - Landesgirokasse في شتوتغارت، 1997
- بنك North German State Clearing في هانوفر، 2002
- مركز Genzyme في كامبردج، 2002
- مركز Cellular and Biomolecular Research في تورنتو

## وصلات خارجية
- غونتر بينش على موقع مونزينجر (الألمانية)

- الموقع الرسمي